# Vitorino Antunes
Vitorino Gabriel Pacheco Antunes (nascut l'1 d'abril de 1987 a Freamunde, Paços de Ferreira), és un futbolista professional portuguès que juga pel Sporting CP, com a lateral esquerre.